# ريتشارد دبليو. بلو
ريتشارد دبليو. بلو (بالإنجليزية: Richard W. Blue) هو محامي وقاضي وسياسي أمريكي، ولد في 8 سبتمبر 1841 في باركرسبورغ في الولايات المتحدة، وتوفي في 28 يناير 1907 في برتلسفيل في الولايات المتحدة. حزبياً، نشط في الحزب الجمهوري. وقد انتخب عضو مجلس ولاية كانساس وانتخب عضو مجلس النواب الأمريكي.